# IC 4095
IC 4095 је спирална галаксија у сазвјежђу Береникина коса која се налази на листи објеката дубоког неба у Индекс каталогу.
Деклинација објекта је + 19° 6' 1" а ректасцензија 13h 2m 20,3s. Привидна величина (магнитуда) објекта IC 4095 износи 15,8 а фотографска магнитуда 16,6. IC 4095 је још познат и под ознакама NPM1G +19.0340, PGC 3090106.